# ATP Finals 2018
Pour un article plus général, voir Masters de tennis masculin.
Les ATP Finals 2018 (officiellement les Nitto ATP Finals 2018 pour raison de naming), également appelés Masters 2018 dans le langage courant, sont la 49e édition du Masters de tennis masculin, qui réunit les huit meilleurs joueurs disponibles de la saison 2018 de l'ATP en simple. Les huit meilleures équipes de double sont également réunies pour la 44e fois.
La compétition se déroule à l'O2 Arena de Londres, du 11 au 18 novembre 2018.

## Primes et points
| Tour                             | Prime       | Points |
| -------------------------------- | ----------- | ------ |
| Cumul pour le vainqueur invaincu | 2 712 000 $ | 1 500  |
| Pour la victoire en finale       | 1 280 000 $ | + 500  |
| Pour la victoire en demi-finale  | 620 000 $   | + 400  |
| Pour chaque match de poule gagné | 203 000 $   | + 200  |
| Pour chaque participant          | 203 000 $   | –      |
| Pour chaque remplaçant           | 110 000 $   | –      |

| Tour                             | Prime     | Points |
| -------------------------------- | --------- | ------ |
| Cumul pour l'équipe invaincue    | 517 000 $ | 1 500  |
| Pour la victoire en finale       | 200 000 $ | + 500  |
| Pour la victoire en demi-finale  | 103 000 $ | + 400  |
| Pour chaque match de poule gagné | 38 000 $  | + 200  |
| Pour chaque équipe participante  | 100 000 $ | –      |
| Pour chaque équipe remplaçante   | 38 000 $  | –      |

## Faits marquants

### Avant le tournoi
Rafael Nadal, qui s'est fait opérer de la cheville, et Juan Martín del Potro, qui s'est fracturé la rotule, déclarent forfait avant le début du tournoi. Ils sont remplacés par Kei Nishikori et John Isner.
Kevin Anderson et John Isner participent pour la première fois au Masters.
Les favoris sont Novak Djokovic qui a remporté le tournoi à cinq reprises et est assuré de terminer la saison numéro un mondial et Roger Federer qui a remporté le tournoi six fois.

### Pendant le tournoi

#### En simple
En perdant son premier match de simple, Roger Federer ne peut plus dépasser Rafael Nadal au classement ATP. L'Espagnol est dès lors assuré de terminer numéro deux en fin de saison.

## Résultats en simple

### Participants
| Ordre de qualification | Classement ATP Race | Date de qualification | Meilleure performance | Joueur                | Résultat    |
| ---------------------- | ------------------- | --------------------- | --------------------- | --------------------- | ----------- |
| 1                      | 2                   | 11 août 2018          | F (2)                 | Rafael Nadal          | Forfait     |
| 2                      | 1                   | 8 septembre 2018      | V (5)                 | Novak Djokovic        | F (4V, 1D)  |
| 3                      | 3                   | 8 septembre 2018      | V (6)                 | Roger Federer         | DF (2V, 2D) |
| 4                      | 4                   | 3 octobre 2018        | F (1)                 | Juan Martín del Potro | Forfait     |
| 5                      | 5                   | 12 octobre 2018       | RR (1)                | Alexander Zverev      | V (4V, 1D)  |
| 6                      | 6                   | 28 octobre 2018       | -                     | Kevin Anderson        | DF (2V, 2D) |
| 7                      | 7                   | 2 novembre 2018       | RR (3)                | Marin Čilić           | RR (1V, 2D) |
| 8                      | 8                   | 2 novembre 2018       | RR (2)                | Dominic Thiem         | RR (1V, 2D) |
| 9                      | 9                   | 3 novembre 2018       | DF (2)                | Kei Nishikori         | RR (1V, 2D) |
| 10                     | 10                  | 5 novembre 2018       | -                     | John Isner            | RR (0V, 3D) |

### Remplaçants
| Classement ATP Race | Joueur          | Résultat |
| ------------------- | --------------- | -------- |
| 11                  | Karen Khachanov | -        |
| 12                  | Borna Ćorić     | -        |

### Confrontations avant le Masters
| Joueur           | ND    | RF    | AZ  | KA  | MC   | DT  | KN   | JI  | Total V-D | % victoires |
| ---------------- | ----- | ----- | --- | --- | ---- | --- | ---- | --- | --------- | ----------- |
| Novak Djokovic   |       | 25-22 | 1-1 | 7-1 | 16-2 | 5-2 | 15-2 | 8-2 | 77-32     | 71 %        |
| Roger Federer    | 22-25 |       | 3-2 | 4-1 | 9-1  | 1-2 | 7-2  | 5-2 | 51-35     | 59 %        |
| Alexander Zverev | 1-1   | 2-3   |     | 4-0 | 5-1  | 2-5 | 2-1  | 4-1 | 20-12     | 63 %        |
| Kevin Anderson   | 1-7   | 1-4   | 0-4 |     | 1-6  | 6-2 | 3-5  | 4-8 | 16-36     | 31 %        |
| Marin Čilić      | 2-16  | 1-9   | 1-5 | 6-1 |      | 0-1 | 6-9  | 7-3 | 23-44     | 34 %        |
| Dominic Thiem    | 2-5   | 2-1   | 5-2 | 2-6 | 1-0  |     | 1-3  | 1-1 | 14-18     | 44 %        |
| Kei Nishikori    | 2-15  | 2-7   | 1-2 | 5-3 | 9-6  | 3-1 |      | 2-1 | 24-35     | 41 %        |
| John Isner       | 2-8   | 2-5   | 1-4 | 8-4 | 3-7  | 1-1 | 1-2  |     | 18-31     | 37 %        |

Source :(en) « Head2Head », sur atptour.com

### Phase de poules

#### GroupeGuga Kuerten
- Novak Djokovic (no 1)
- Alexander Zverev (no 5)
- Marin Čilić (no 7)
- John Isner (no 10)

##### Résultats
| Date                    | Vainqueur        | Vaincu           | Score          | Durée      |
| ----------------------- | ---------------- | ---------------- | -------------- | ---------- |
| lun. 12 nov. à 14 h WET | Alexander Zverev | Marin Čilić      | 7-65, 7-61     | 2 h 6 min  |
| lun. 12 nov. à 20 h WET | Novak Djokovic   | John Isner       | 6-4, 6-3       | 1 h 13 min |
| mer. 14 nov. à 14 h WET | Novak Djokovic   | Alexander Zverev | 6-4, 6-1       | 1 h 16 min |
| mer. 14 nov. à 20 h WET | Marin Čilić      | John Isner       | 62-7, 6-3, 6-4 | 2 h 14 min |
| ven. 16 nov. à 14 h WET | Alexander Zverev | John Isner       | 7-65, 6-3      | 1 h 21 min |
| ven. 16 nov. à 20 h WET | Novak Djokovic   | Marin Čilić      | 7-67, 6-2      | 1 h 35 min |

##### Classement
| Rang poule | Classement ATP Race | Joueur           | Match(s) G-P | Set(s) G-P | Jeux G-P |
| ---------- | ------------------- | ---------------- | ------------ | ---------- | -------- |
| 1          | 1                   | Novak Djokovic   | 3-0          | 6-0        | 37-20    |
| 2          | 5                   | Alexander Zverev | 2-1          | 4-2        | 32-33    |
| 3          | 7                   | Marin Čilić      | 1-2          | 2-5        | 38-41    |
| 4          | 10                  | John Isner       | 0-3          | 1-6        | 30-43    |

#### GroupeLleyton Hewitt
- Roger Federer (no 3)
- Kevin Anderson (no 6)
- Dominic Thiem (no 8)
- Kei Nishikori (no 9)

##### Résultats
| Date                    | Vainqueur      | Vaincu         | Score      | Durée      |
| ----------------------- | -------------- | -------------- | ---------- | ---------- |
| dim. 11 nov. à 14 h WET | Kevin Anderson | Dominic Thiem  | 6-3, 7-610 | 1 h 48 min |
| dim. 11 nov. à 20 h WET | Kei Nishikori  | Roger Federer  | 7-64, 6-3  | 1 h 27 min |
| mar. 13 nov. à 14 h WET | Kevin Anderson | Kei Nishikori  | 6-0, 6-1   | 1 h 4 min  |
| mar. 13 nov. à 20 h WET | Roger Federer  | Dominic Thiem  | 6-2, 6-3   | 1 h 6 min  |
| jeu. 15 nov. à 14 h WET | Dominic Thiem  | Kei Nishikori  | 6-1, 6-4   | 1 h 24 min |
| jeu. 15 nov. à 20 h WET | Roger Federer  | Kevin Anderson | 6-4, 6-3   | 1 h 17 min |

##### Classement
| Rang poule | Classement ATP Race | Joueur         | Match(s) G-P | Set(s) G-P | Jeux G-P |
| ---------- | ------------------- | -------------- | ------------ | ---------- | -------- |
| 1          | 3                   | Roger Federer  | 2-1          | 4-2        | 33-25    |
| 2          | 6                   | Kevin Anderson | 2-1          | 4-2        | 32-22    |
| 3          | 8                   | Dominic Thiem  | 1-2          | 2-4        | 26-30    |
| 4          | 9                   | Kei Nishikori  | 1-2          | 2-4        | 19-33    |

### Phase finale
|  |                  |                  |            |            |                  |                  |            |                  |            |        |        |        |
|  | 1/2 finale       | 1/2 finale       | 1/2 finale | 1/2 finale | 1/2 finale       |                  |            | Finale           | Finale     | Finale | Finale | Finale |
|  | 17 novembre 2018 | 17 novembre 2018 | 1 h 15 min | 1 h 15 min | 1 h 15 min       |                  |            |                  |            |        |        |        |
|  | 17 novembre 2018 | 17 novembre 2018 | 1 h 15 min | 1 h 15 min | 1 h 15 min       |                  |            |                  |            |        |        |        |
|  | Novak Djokovic   | (1)              | 6          | 6          |                  |                  |            |                  |            |        |        |        |
|  | Novak Djokovic   | (1)              | 6          | 6          | 18 novembre 2018 | 18 novembre 2018 | 1 h 20 min | 1 h 20 min       | 1 h 20 min |        |        |        |
|  | Kevin Anderson   | (6)              | 2          | 2          | 18 novembre 2018 | 18 novembre 2018 | 1 h 20 min | 1 h 20 min       | 1 h 20 min |        |        |        |
|  | Kevin Anderson   | (6)              | 2          | 2          | Novak Djokovic   | (1)              | 4          | 3                |            |        |        |        |
|  | 17 novembre 2018 | 17 novembre 2018 | 1 h 35 min | 1 h 35 min | 1 h 35 min       | (1)              | 4          | 3                |            |        |        |        |
|  | 17 novembre 2018 | 17 novembre 2018 | 1 h 35 min | 1 h 35 min | 1 h 35 min       |                  |            | Alexander Zverev | (5)        | 6      | 6      |        |
|  | Alexander Zverev | (5)              | 7          | 7          |                  |                  |            | Alexander Zverev | (5)        | 6      | 6      |        |
|  | Alexander Zverev | (5)              | 7          | 7          |                  |                  |            |                  |            |        |        |        |
|  | Roger Federer    | (3)              | 5          | 65         |                  |                  |            |                  |            |        |        |        |
|  | Roger Federer    | (3)              | 5          | 65         |                  |                  |            |                  |            |        |        |        |

### Classement final
| Résultat       | Classement ATP Race | Joueur           | Match(s) G-P | Set(s) G-P | Jeux G-P | Points gagnés | Nouveau rang |
| -------------- | ------------------- | ---------------- | ------------ | ---------- | -------- | ------------- | ------------ |
| Vainqueur      | 5                   | Alexander Zverev | 4-1          | 8-2        | 58-51    | 1300          | 4            |
| Finaliste      | 1                   | Novak Djokovic   | 4-1          | 8-2        | 56-36    | 1000          | 1            |
| Demi-finaliste | 3                   | Roger Federer    | 2-2          | 4-4        | 44-39    | 400           | 3            |
| Demi-finaliste | 6                   | Kevin Anderson   | 2-2          | 4-4        | 36-34    | 400           | 6            |
| Poules         | 8                   | Dominic Thiem    | 1-2          | 2-4        | 26-30    | 200           | 8            |
| Poules         | 9                   | Kei Nishikori    | 1-2          | 2-4        | 19-33    | 200           | 9            |
| Poules         | 7                   | Marin Čilić      | 1-2          | 2-5        | 38-41    | 200           | 7            |
| Poules         | 10                  | John Isner       | 0-3          | 1-6        | 30-43    | 0             | 10           |

## Résultats en double

### Participants
| Ordre de qualification | Classement ATP Race | Date de qualification | Meilleure performance | Équipe                              | Résultat    |
| ---------------------- | ------------------- | --------------------- | --------------------- | ----------------------------------- | ----------- |
| 1                      | 1                   | 27 juillet 2018       | RR (1)                | Oliver Marach Mate Pavić            | RR (1V, 2D) |
| 2                      | 2                   | 29 septembre 2018     | -                     | Juan Sebastián Cabal Robert Farah   | DF (2V, 2D) |
| 3                      | 4                   | 11 octobre 2018       | DF (2) DF (3)         | Jamie Murray Bruno Soares           | DF (3V, 1D) |
| 4                      | 3                   | 13 octobre 2018       | F (1) F (2)           | Łukasz Kubot Marcelo Melo           | RR (1V, 2D) |
| 5                      | 5                   | 14 octobre 2018       | V (4) -               | Mike Bryan Jack Sock                | V (4V, 1D)  |
| 6                      | 9                   | 14 octobre 2018       | RR (3)                | Pierre-Hugues Herbert Nicolas Mahut | F (3V, 2D)  |
| 7                      | 7                   | 23 octobre 2018       | F (1) DF (1)          | Raven Klaasen Michael Venus         | RR (1V, 2D) |
| 8                      | 8                   | 23 octobre 2018       | - DF (1)              | Nikola Mektić Alexander Peya        | RR (0V, 2D) |

### Remplaçants
| Classement ATP Race | Équipe                        | Résultat    |
| ------------------- | ----------------------------- | ----------- |
| 10                  | Henri Kontinen John Peers     | RR (0V, 1D) |
| 11                  | Jean-Julien Rojer Horia Tecău | -           |

### Confrontations avant le Masters
| Équipe                              | OM/MP | JSC/RF | JM/BS | LK/MM | MB/JS | PHH/NM | RK/MV | NM/AP | Total V-D | % victoires |
| ----------------------------------- | ----- | ------ | ----- | ----- | ----- | ------ | ----- | ----- | --------- | ----------- |
| Oliver Marach Mate Pavić            |       | 2-0    | 1-2   | 0-3   | 0-0   | 0-3    | 0-1   | 0-2   | 3-11      | 21 %        |
| Juan Sebastián Cabal Robert Farah   | 0-2   |        | 2-4   | 4-2   | 0-1   | 1-3    | 0-2   | 1-2   | 8-16      | 33 %        |
| Jamie Murray Bruno Soares           | 2-1   | 4-2    |       | 3-4   | 0-0   | 2-2    | 2-1   | 1-1   | 14-11     | 56 %        |
| Łukasz Kubot Marcelo Melo           | 3-0   | 2-4    | 4-3   |       | 0-1   | 1-0    | 3-1   | 0-1   | 13-10     | 57 %        |
| Mike Bryan Jack Sock                | 0-0   | 1-0    | 0-0   | 1-0   |       | 1-0    | 1-1   | 0-0   | 4-1       | 80 %        |
| Pierre-Hugues Herbert Nicolas Mahut | 3-0   | 3-1    | 2-2   | 0-1   | 0-1   |        | 0-0   | 1-0   | 9-5       | 64 %        |
| Raven Klaasen Michael Venus         | 1-0   | 2-0    | 1-2   | 1-3   | 1-1   | 0-0    |       | 0-2   | 6-8       | 43 %        |
| Nikola Mektić Alexander Peya        | 2-0   | 2-1    | 1-1   | 1-0   | 0-0   | 0-1    | 2-0   |       | 8-3       | 73 %        |

### Phase de poules

#### GroupeKnowles/Nestor
- Oliver Marach
 Mate Pavić (no 1)
- Łukasz Kubot
 Marcelo Melo (no 3)
- Mike Bryan
 Jack Sock (no 5)
- Pierre-Hugues Herbert
 Nicolas Mahut (no 9)

##### Résultats
| Date                    | Vainqueurs                          | Vaincus                             | Score     | Durée      |
| ----------------------- | ----------------------------------- | ----------------------------------- | --------- | ---------- |
| lun. 12 nov. à 12 h WET | Oliver Marach Mate Pavić            | Pierre-Hugues Herbert Nicolas Mahut | 6-4, 7-63 | 1 h 46 min |
| lun. 12 nov. à 18 h WET | Mike Bryan Jack Sock                | Łukasz Kubot Marcelo Melo           | 6-3, 7-65 | 1 h 26 min |
| mer. 14 nov. à 12 h WET | Mike Bryan Jack Sock                | Oliver Marach Mate Pavić            | 6-4, 7-64 | 1 h 23 min |
| mer. 14 nov. à 18 h WET | Pierre-Hugues Herbert Nicolas Mahut | Łukasz Kubot Marcelo Melo           | 6-2, 6-4  | 1 h 10 min |
| ven. 16 nov. à 12 h WET | Łukasz Kubot Marcelo Melo           | Oliver Marach Mate Pavić            | 7-64, 6-4 | 1 h 40 min |
| ven. 16 nov. à 18 h WET | Pierre-Hugues Herbert Nicolas Mahut | Mike Bryan Jack Sock                | 6-2, 6-2  | 0 h 52 min |

##### Classement
| Rang poule | Classement ATP Race | Équipe                              | Match(s) G-P | Set(s) G-P | Jeux G-P |
| ---------- | ------------------- | ----------------------------------- | ------------ | ---------- | -------- |
| 1          | 9                   | Pierre-Hugues Herbert Nicolas Mahut | 2-1          | 4-2        | 34-23    |
| 2          | 5                   | Mike Bryan Jack Sock                | 2-1          | 4-2        | 30-31    |
| 3          | 3                   | Łukasz Kubot Marcelo Melo           | 1-2          | 2-4        | 28-35    |
| 4          | 1                   | Oliver Marach Mate Pavić            | 1-2          | 2-4        | 33-36    |

#### GroupeLlodra/Santoro
- Juan Sebastián Cabal
 Robert Farah (no 2)
- Jamie Murray
 Bruno Soares (no 4)
- Raven Klaasen
 Michael Venus (no 7)
- Nikola Mektić
 Alexander Peya (no 8)

##### Résultats
| Date                    | Vainqueurs                        | Vaincus                           | Score             | Durée      |
| ----------------------- | --------------------------------- | --------------------------------- | ----------------- | ---------- |
| dim. 11 nov. à 12 h WET | Jamie Murray Bruno Soares         | Raven Klaasen Michael Venus       | 7-65, 4-6, [10-5] | 1 h 48 min |
| dim. 11 nov. à 18 h WET | Juan Sebastián Cabal Robert Farah | Nikola Mektić Alexander Peya      | 6-3, 6-4          | 1 h 10 min |
| mar. 13 nov. à 12 h WET | Raven Klaasen Michael Venus       | Nikola Mektić Alexander Peya      | 7-65, 7-65        | 1 h 42 min |
| mar. 13 nov. à 18 h WET | Jamie Murray Bruno Soares         | Juan Sebastián Cabal Robert Farah | 6-4, 6-3          | 1 h 13 min |
| jeu. 15 nov. à 12 h WET | Jamie Murray Bruno Soares         | Henri Kontinen John Peers         | 3-6, 7-63, [10-3] | 1 h 27 min |
| jeu. 15 nov. à 18 h WET | Juan Sebastián Cabal Robert Farah | Raven Klaasen Michael Venus       | 6-3, 7-65         | 1 h 23 min |

##### Classement
| Rang poule | Classement ATP Race | Équipe                            | Match(s) G-P | Set(s) G-P | Jeux G-P |
| ---------- | ------------------- | --------------------------------- | ------------ | ---------- | -------- |
| 1          | 4                   | Jamie Murray Bruno Soares         | 3-0          | 6-2        | 35-31    |
| 2          | 2                   | Juan Sebastián Cabal Robert Farah | 2-1          | 4-2        | 32-28    |
| 3          | 7                   | Raven Klaasen Michael Venus       | 1-2          | 3-4        | 35-37    |
| 4          | 10                  | Henri Kontinen John Peers         | 0-1          | 1-2        | 12-11    |
| 5          | 8                   | Nikola Mektić Alexander Peya      | 0-2          | 0-4        | 19-26    |

### Phase finale
|  |                                     |                  |            |            |            |                                     |                  |                      |            |            |        |        |
|  | 1/2 finale                          | 1/2 finale       | 1/2 finale | 1/2 finale | 1/2 finale |                                     |                  | Finale               | Finale     | Finale     | Finale | Finale |
|  | 17 novembre 2018                    | 17 novembre 2018 | 1 h 36 min | 1 h 36 min | 1 h 36 min |                                     |                  |                      |            |            |        |        |
|  | 17 novembre 2018                    | 17 novembre 2018 | 1 h 36 min | 1 h 36 min | 1 h 36 min |                                     |                  |                      |            |            |        |        |
|  | Pierre-Hugues Herbert Nicolas Mahut | (8)              | 6          | 5          | 10         |                                     |                  |                      |            |            |        |        |
|  | Pierre-Hugues Herbert Nicolas Mahut | (8)              | 6          | 5          | 10         | 18 novembre 2018                    | 18 novembre 2018 | 1 h 31 min           | 1 h 31 min | 1 h 31 min |        |        |
|  | Juan Sebastián Cabal Robert Farah   | (2)              | 3          | 7          | 5          | 18 novembre 2018                    | 18 novembre 2018 | 1 h 31 min           | 1 h 31 min | 1 h 31 min |        |        |
|  | Juan Sebastián Cabal Robert Farah   | (2)              | 3          | 7          | 5          | Pierre-Hugues Herbert Nicolas Mahut | (8)              | 7                    | 1          | 11         |        |        |
|  | 17 novembre 2018                    | 17 novembre 2018 | 1 h 16 min | 1 h 16 min | 1 h 16 min | Pierre-Hugues Herbert Nicolas Mahut | (8)              | 7                    | 1          | 11         |        |        |
|  | 17 novembre 2018                    | 17 novembre 2018 | 1 h 16 min | 1 h 16 min | 1 h 16 min |                                     |                  | Mike Bryan Jack Sock | (5)        | 5          | 6      | 13     |
|  | Jamie Murray Bruno Soares           | (4)              | 3          | 6          | 4          |                                     |                  | Mike Bryan Jack Sock | (5)        | 5          | 6      | 13     |
|  | Jamie Murray Bruno Soares           | (4)              | 3          | 6          | 4          |                                     |                  |                      |            |            |        |        |
|  | Mike Bryan Jack Sock                | (5)              | 6          | 4          | 10         |                                     |                  |                      |            |            |        |        |
|  | Mike Bryan Jack Sock                | (5)              | 6          | 4          | 10         |                                     |                  |                      |            |            |        |        |

### Classement final
| Résultat        | Classement ATP Race | Équipe                              | Match(s) G-P | Set(s) G-P | Jeux G-P | Points gagnés | Nouveau rang |
| --------------- | ------------------- | ----------------------------------- | ------------ | ---------- | -------- | ------------- | ------------ |
| Vainqueurs      | 5                   | Mike Bryan Jack Sock                | 4-1          | 8-4        | 53-48    | 1300          |              |
| Finalistes      | 9                   | Pierre-Hugues Herbert Nicolas Mahut | 3-2          | 7-5        | 54-45    | 800           |              |
| Demi-finalistes | 4                   | Jamie Murray Bruno Soares           | 3-1          | 7-4        | 44-42    | 600           |              |
| Demi-finalistes | 2                   | Juan Sebastián Cabal Robert Farah   | 2-2          | 5-4        | 42-40    | 400           |              |
| Poules          | 7                   | Raven Klaasen Michael Venus         | 1-2          | 3-4        | 35-37    | 200           |              |
| Poules          | 3                   | Łukasz Kubot Marcelo Melo           | 1-2          | 2-4        | 28-35    | 200           |              |
| Poules          | 1                   | Oliver Marach Mate Pavić            | 1-2          | 2-4        | 33-36    | 200           |              |
| Poules          | 10                  | Henri Kontinen John Peers           | 0-1          | 1-2        | 12-11    | 0             |              |
| Poules          | 8                   | Nikola Mektić Alexander Peya        | 0-2          | 0-4        | 19-26    | 0             |              |